# Georg Erythropel
Georg Erythropel (auch: Georgius oder George sowie Erythropilos oder Erithroplios) (* 29. Oktober 1607 in Hannover; † 18. November 1669 in Hannover) war ein evangelischer Theologe und Autor.

## Leben
Georg Erythropel entstammte der hannoverschen Gelehrtenfamilie Erythropel. Er war der Sohn von Rupert Erythropel und der jüngere Bruder von David Erythropel.
Georg Erythropel besuchte die altstädtische Schule in Hannover und studierte in Halle, Jena und Rinteln, wo er 1628 den Magistergrad erwarb. Von dort ging er als erster evangelischer Prediger ans Kloster Harsefeld bei Hamburg, „wo er mit denen Catholischen Ordens-Leuten vieles zu disputiren gehabt“, und kehrte 1638 nach Hannover zurück. In Hannover folgte er seinem Vater als Pastor, zuerst 1639 bis 1658 an der Aegidienkirche, dann an der Marktkirche von 1658 bis zu seinem Lebensende, zuletzt als Senior ministerii.
Georg Erythropel war verheiratet mit Katharina, einer Tochter des früheren Pfarrers der Aegidienkirche Christoph Janus, mit der er drei Söhne und sechs Töchter hatte.

## Schriften (unvollständig)
- Auffgerichtetes Epitaphium und Grabschrifft Auch wohlgegründete Ehren Seule Der wahren Gottfäligkeit ... verfasset und gesetzet und bey der Leichbestattung Des ... Conradi Bodestabs, Der Kirchen S. Aegidii in Hannover ... Dicaconi, als derselbe den 24. Augusti am Tage Bartholomaei ... von dieser Welt abgeschieden, und darauff in volckreicher Versammblung den 30. eiusdem auff dem Kirchhofe daselbst in sein Ruhekämmerlein ist beygesetzet worden ... in einer gehaltenen LeichSermon ... erkläret und aufgelegt / Durch M. Georgium Erythropilum, der Christlichen Gemeinde zu S. Aegidien Pastorem, Hannover: gedruckt bey Georg Friedrich Grimmen, 1657; Leichenpredigt für Conrad Bodenstab; link
- M. Georgio Erythropilo Ministerii Seniore und Pastore zu S. Georg und Jacob: Christianismus Piorum …. Georg Friedrich Grimm, Hannover 1662, Leichenpredigt für Maria Janus (1616–1666), seine Schwiegermutter; digital über den Gemeinsamen Bibliotheksverbund.